# Gymnopis
Gymnopis é um género de anfíbio gimnofiono.

## Espécies
- Gymnopis multiplicata Peters, 1874
- Gymnopis syntrema (Cope, 1866)